# Sie haben Knut
Sie haben Knut ist ein deutsch-österreichischer Spielfilm von 2003 unter der Regie von Stefan Krohmer, der auf der Berlinale 2003 in der Sektion Perspektive Deutsches Kino seine Uraufführung erlebte.

## Handlung
1983, in den Tiroler Alpen. Ingo und Nadja wollen in der Skihütte von Nadjas geschiedenen Eltern ihre Beziehungsprobleme besprechen und wieder zu sich finden. Da taucht unvermittelt die Volleyballmannschaft von Nadjas Bruders Knut auf. Ingo, der eine ausführliche Beziehungsdiskussion führen möchte, wird erleben, wie sich seine Beziehung klärt. Lars, das jüngere der beiden Kinder und die sympathischste Figur des Films, wird sich von seinem älteren Bruder Niklas anstiften lassen, heimlich Kühe zu quälen. Ihnen kommt jedes Ventil gelegen, da der Selbstverwirklichungstrip ihrer Eltern sie besonders anstrengt. Die Eltern sind zu sehr mit sich selbst beschäftigt, um zu bemerken, was in ihren Kindern vorgeht.
Die Volleyballgruppe besteht aus einigen Typen aus der alternativen Szene mit Lust am Skifahren und Brettspielen. Es sind Freunde von Knut, die ausspannen wollen. In die ausgelassene Stimmung platzt die Nachricht 'Sie haben Knut'. Offenbar ist Knut verhaftet worden und darbt nun in irgendeinem Knast. Tatsächlich weiß niemand, wie man sich verhalten soll in einer Zeit, in der Demonstrationen zum Alltag dieser Szene gehören und man kollektivistisch denkt. Sich weiter zu amüsieren, wäre politisch unkorrekt, Trübsal zu blasen aber auch nicht die Lösung. So tobt die eine Fraktion weiter auf der Piste und im Wald herum, die andere diskutiert die eigene Lage und wie man Knut zu Hilfe kommen könnte. Da man weiter keine Informationen hat, außer dass Knut in der Hand der Bullen sei, kommen Verschwörungstheorien auf. Wird er für einen Terroristen gehalten? Der deutsche Herbst ist ja noch nicht lange her. Doch bevor man irgendwelche Hilfsaktionen startet, taucht ein bestens aufgelegter Knut wieder auf und erklärt, alles sei ein Irrtum gewesen. Dennoch bricht das fragile Gruppengefüge auseinander, auch bei Nadja und Ingo ist nichts mehr, wie es mal war.

## Kritik
„Eine erfrischend nostalgiefreie Rückschau, die subtil kleinste Verschiebungen im Beziehungsgeflecht der Protagonisten differenziert beobachtet und aus der Perspektive unterschiedlicher Figuren das Ende von (gesellschafts-)politischen Utopien erkennbar macht.“